# Austrolimnophila (Austrolimnophila) accola
Austrolimnophila (Austrolimnophila) accola is een tweevleugelige uit de familie steltmuggen (Limoniidae). De soort komt voor in het Australaziatisch gebied.